# 满帮
满帮集团是中国大陆最大的城际整车物流与车货匹配信息平台运营企业，在车货匹配业务领域处于垄断地位。该集团是2017年11月27日，由运营“运满满APP”的江苏满运软件科技有限公司与运营“货车帮APP”的贵阳货车帮科技有限公司通过战略合并而成立的一家集团公司，合并后仍保留原有货车帮和运满满的品牌继续独立运作。
运满满与货车帮在2017年4月，爆发了大规模的涉及数据窃取的冲突，运满满向南京雨花公安分局报案，称其竞争对手货车帮非法入侵其系统窃取货源信息，一度导致货车帮CEO唐天广、CTO冯亮被拘留。。
2018年4月，满帮完成合并后的首轮融资，共计19亿美元。其中软银愿景基金投资金额最大，约为10亿美元；国新基金居次，约2-3亿美元。

## 融资历史
- 2018年4月24日，Full Truck Alliance（满帮集团）获得 China Reform Fund Management, Softbank Vision Fund 领投，Sequoia Capital China、Hillhouse Capital Group、Baillie Gifford、Tencent Holdings等跟投的19亿美金风险投资资金[7]。
- 2020年11月24日，Full Truck Alliance（满帮集团）获得 Fidelity, Permira, Sequoia Capital China, SoftBank Vision Fund 领投，GGV Capital、Hillhouse Capital Group、Tencent Holdings等跟投的17亿美金风险投资资金。[7]

## 争议

### 2018年卡車司機罷工
法廣報道，2018年6月10日前後，中國大陸安徽、湖北、浙江、上海、江西、貴州、重慶等地的卡車司機在各地舉行罷工。該報道又指，中國官方媒體幾天來連篇累牘介紹上合組織峰會盛況，對於國內卡車司機罷工尚未報道，也極少提及廣東暴雨成災造成人員傷亡和城鄉被淹的情況。一些網友通過微博和微信陸續發佈有關卡車司機罷工的信息和跟帖，但不斷遭到刪除。 據報道，壟斷性經營的滿幫集團對卡車司機的壓榨是這次罷工的誘因之一。

## 网络安全审查
2021年7月5日，设在国家网信办的网络安全审查办公室宣布，按照《网络安全审查办法》对“运满满”“货车帮”实施网络安全审查。